# Барутана
Барутана је објект или установа за израду барута. У народском говору се назив користи и за складиште барута.
Прве мање радионице за израду барута се појављују у 14. вијеку у Европи, а још раније у Кини. Прве барутане у нашим крајевима су у Дубровачкој републици, која барут и извози.
Ручна производња је око 1500. замијењена са млиновима. Цртежи Леонарда да Винчија приказују пећ за сушење салитре (шалитре), млин за барут, направу за сублимацију сумпора, сушницу и дробилицу. Крајем 16. вијека подижу се веће државне барутане, ван градова. 
Прва барутана у Србији је направљена 1807. на ријеци Сребрница у Страгарима. Касније се праве још двије - у Ваљеву и на ријеци Ресави код манастира Манасија. У слободној Србији годишња производња је до 140000 килограма, али је 1844. забрањена приватна израда.
1891. се диже нова барутана у Обилићеву, а отприлике у то доба се отвара барутана и у Црној Гори.
Проналаском малодимног барута крајем 19. вијека барутане се укидају или претварају у фабрике за производњу малодимног барута и експлозивних материја.